# Harvard Ukrainian Studies
«Harvard Ukrainian Studies» — науковий журнал з українознавства, видавцем якого є Український науковий інститут Гарвардського університету. Журнал був заснований в березні 1977 р. Омеляном Пріцаком та Ігорем Шевченком. Головний редактор журналу Галина Гринь. До наглядової ради «Harvard Ukrainian Studies» належать відомі світові українознавці: Генрі Абрамсон, Кристина Бетин, Девід Фрік, Андреа Ґраціозі, Борис Ґудзяк, Іван-Павло Химка, Ярослав Грицак, Тамара Гундорова, Роман Коропецький, Володимир Кравченко, Павло Роберт Маґочій, Олександр Мотиль, Мирослава Мудрак, Марко Павлишин, Девід Сондерс, Моше Таубе та Олексій Толочко.

## Спеціальні тематичні випуски
- The Kiev Mohyla Academy (vol. 8, no. 1–2)
- Concepts of Nationhood in Early Modern Eastern Europe (vol. 10, no. 3–4)
- Proceedings of the International Congress Commemorating the Millennium of Christianity in Rus’-Ukraine  (vol. 12–13)
- Lviv: a City in the Crosscurrents of Culture (vol. 24)
- Ukrainian Church History (vol. 26)